# Antoine Maurice Apollinaire d'Argout
Pour les articles homonymes, voir Argout.
 (octobre 2015).
Le comte Antoine Maurice Apollinaire d'Argout est un homme politique français, ministre et gouverneur de la Banque de France, né au château de Veyssilieu (Isère) le 28 août 1782 et mort à Paris le 15 janvier 1858.

## Biographie

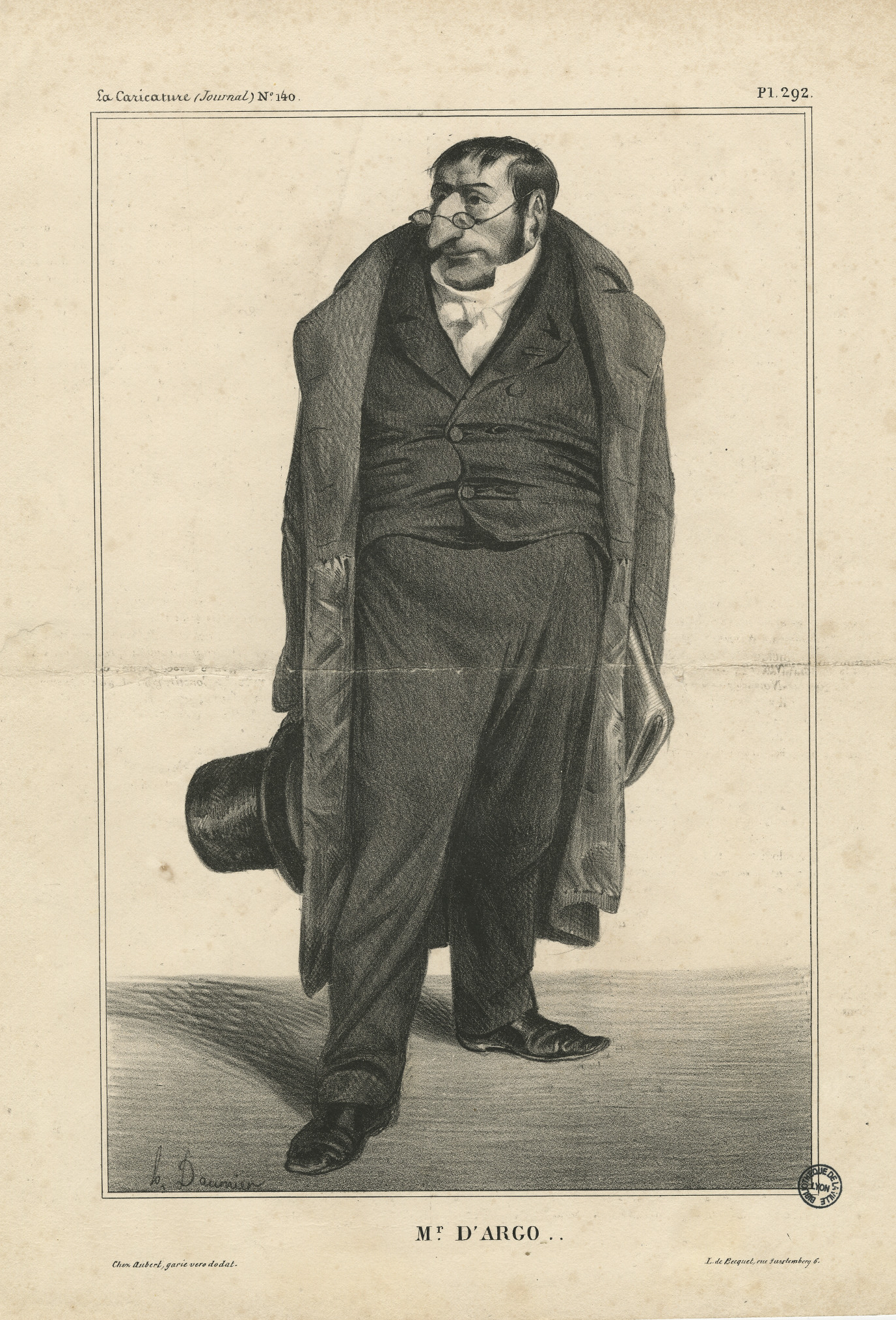
Le comte d'Argout, vu par Honoré Daumier.

Issu d'une vieille famille du Dauphiné, fils d'Étienne-Maurice d'Argout (1756-1798), officier de cavalerie, et d'Anne-Louise-Élisabeth de Vaulserre des Adrets (1758-1821), Antoine d'Argout débuta dans l'administration comme receveur des contributions à Anvers (1806) avant d'être nommé inspecteur des contributions (1811), maître des requêtes au Conseil d'État (1814), conseiller d'État en service extraordinaire et préfet des Basses-Pyrénées (1815). Nommé ensuite préfet du Gard (16 février 1817), il contribua à apaiser les passions politiques, très excitées dans ce département.
Il fut nommé pair de France (5 mars 1819) par le duc Decazes. À la Chambre des pairs, il défendit le ministère, notamment contre les violentes attaques de Clausel de Coussergues, et vota constamment avec la droite modérée.
Lors de la révolution de 1830, il s'efforça d'obtenir de Charles X le retrait des ordonnances de Saint-Cloud. Avec Sémonville, grand référendaire de la Chambre des pairs, il engagea, mais sans succès, le maréchal Marmont à arrêter les ministres et à transiger, au nom du roi, avec les insurgés. Le 29 juillet, il se rendit avec Sémonville au château de Saint-Cloud auprès du roi qui se laissa convaincre d'appeler le duc de Mortemart à former un nouveau ministère. Ils allèrent ensuite à l'hôtel de ville pour en apporter la nouvelle, mais ils furent éconduits. D'Argout, seul, se rendit alors chez Jacques Laffitte, à la chaussée d'Antin, où il fut mieux reçu par les députés présents qui l'engagèrent à aller chercher à Saint-Cloud le duc de Mortemart, que Charles X avait chargé de former un nouveau gouvernement, succédant à celui du prince de Polignac. Mais, parti de Paris à dix heures et demie du soir, il ne put être de retour pour une heure du matin, heure limite jusqu'à laquelle les députés lui avaient dit qu'ils l'attendraient. Le lendemain, d'Argout retourna à Saint-Cloud avec le baron de Vitrolles et obtint de Charles X la révocation des ordonnances mais la commission municipale refusa de recevoir les pièces justificatives de cette décision.
Malgré ses tentatives sincères pour sauver la monarchie légitime, le comte d'Argout s'accommoda fort bien de la monarchie de Juillet, qui convenait à ses opinions modérées. Dès le 17 novembre 1830, il entra comme ministre de la Marine et Colonies dans le ministère Laffitte, succédant au général Sébastiani. Il contracta le choléra en avril 1832 mais en réchappa et resta comme ministre du Commerce et des Travaux publics dans le ministère Perier (13 mars 1831). Il conserva ce portefeuille dans le premier ministère Soult jusqu'au 31 décembre 1832, date à laquelle il devint ministre de l'Intérieur en remplacement d'Adolphe Thiers, jusqu'au 4 avril 1834, date à laquelle un remaniement l'écarta du ministère. C'est lui qui, lors des émeutes sur les barricades de juin 1832, (funérailles du général Lamarque), prescrivit aux médecins de dénoncer les blessés qui auraient réclamé leurs soins.
Il fut alors nommé gouverneur de la Banque de France, fonctions qu'il devait occuper continûment jusqu'au 9 juin 1857, sous réserve d'un intervalle de quelques mois en 1836, pendant lequel il fut remplacé par le baron Jean-Charles Davillier, tandis qu'il remplaçait, comme ministre des Finances, Georges Humann, démissionnaire du ministère Broglie (18 janvier 1836). Il conserva ce portefeuille dans le premier ministère Thiers, jusqu'à sa chute le 6 septembre 1836 et retrouva son poste de gouverneur de la Banque de France qu'il ne quitta plus. Il fut également vice-président de la Caisse d'épargne en 1842. Il fut élu à l'Académie des sciences morales et politiques en 1844.
Élevé à la dignité de grand-croix de la Légion d'honneur le 7 octobre 1847, il fit partie de la première promotion des sénateurs du Second Empire, le 26 janvier 1852. Il est président de la commission de surveillance de la Caisse des dépôts et consignations de 1852 à 1857.
Sous la monarchie de Juillet, le nez du comte d'Argout fut une cible favorite des caricaturistes. Ce fut certainement le ministre le plus malmené par La Caricature et par Le Charivari. Barthélemy ne le ménagea pas non plus dans sa Némésis, mais, selon le Dictionnaire des parlementaires, « ces attaques firent plus pour sa popularité que ses services ministériels et parlementaires ».
Il a donné son nom à une rue du 2e arrondissement de Paris, à proximité du siège de la Banque de France.

### Vie familiale
Antoine d'Argout épouse, le 7 octobre 1817, Adèle Suzanne Louise Batbedat, fille de Jean Batbedat, négociant de Bayonne, et de Louise-Adèle Lalanne. D'une grande famille négociante bayonnaise, elle était la parente des Cabarrus, Lesseps, Behic, Dubernad, Bergeret, etc. Ils eurent :
- Gaston, comte d'Argout, maître des requêtes au Conseil d'État, grand-père de Pierre Marc de Voyer de Paulmy d'Argenson ;
- Maurice d'Argout, receveur général des finances, régent de la Banque de France ;
- Louise Justine d'Argout, épouse de Léonce Mazuyer, consul de France dans les États romains.